# Nekrolog 1710
Nekrolog
◄◄
| ◄
| 1706
| 1707
| 1708
| 1709
| 1710 | 1711 | 1712 | 1713 | 1714 | ► | ►►
Weitere Ereignisse | Allgemeiner Nekrolog 1710
Die Beschreibung der verstorbenen Person sollte so kurz wie möglich gehalten sein und nur deren signifikante Tätigkeit(en) enthalten.
Neue Namen ggf. auch unter dem Geburts- und Sterbedatum, also etwa unter 1. Januar und im Geburts- und Sterbejahr (2024) eintragen (nur bei entsprechender großer Wichtigkeit). Für Beispiele siehe die schon vorhandenen Artikel.
Außerdem über die fünf zuletzt Verstorbenen, zu denen es einen ausreichend guten Artikel für eine Präsentation auf der Hauptseite gibt, nach der todesbedingten Überarbeitung der Artikel ggf. auch unter Wikipedia Diskussion:Hauptseite informieren und sie am besten auch in den anderen Wikipedia-Sprachversionen eintragen. Tipp: Regelmäßig bei news.google.de nach „ist tot“, „gestorben“ oder „verstorben“ suchen.
Wenn eine Person gestorben ist, gibt es viele Seiten zu dieser Person in der Wikipedia, die davon auch betroffen sind und entsprechend aktualisiert werden müssen. Beispiele: Namenübersichtsseite, Geburtsjahr, Geburtsort-Seiten und viele mehr.
Wie finde ich die betroffenen Seiten?
Im Suchfeld auf der linken Seite gibt man den Suchbegriff so ein: „Vorname Nachname“. Dann klickt man auf Volltext und alle Seiten mit entsprechendem Suchtext werden aufgerufen. Hier sieht man dann schnell, wo auch das Todesjahr Sinn macht oder sogar ein Teil des Artikels angepasst werden muss. Auch hilft das „Werkzeug“ auf der linken Seite sehr gut, um solche Seiten aufzufinden: „Links auf diese Seite“. Somit ist die Wikipedia wieder aktuell in allen Bereichen! Hinweis: bei Eintragung der Kategorie „Gestorben JAHR“ wird der Missbrauchsfilter 49 ausgelöst, was jedoch nicht schlimm ist. Siehe: Spezial:Missbrauchsfilter/49
Dies ist eine Liste von im Jahr 1710 verstorbenen bekannten Persönlichkeiten. Die Einträge erfolgen innerhalb der einzelnen Daten alphabetisch sortiert. Tiere sind im Nekrolog für Tiere zu finden.

## Januar
| Tag        | Name                          | Beruf, bekannt als                          | Alter | Beleg |
| ---------- | ----------------------------- | ------------------------------------------- | ----- | ----- |
| 1. Januar  | William Bruce                 | schottischer Architekt                      |       |       |
| 8. Januar  | Georg Meisel                  | deutscher Prälat und päpstlicher Kammerherr |       |       |
| 8. Januar  | Gerlach Heino von Münchhausen | deutscher Adliger                           | 57    |       |
| 11. Januar | Anne Dieu-le-Veut             | französische Piratin                        | 48    |       |
| 16. Januar | Higashiyama                   | Tennō von Japan                             | 34    |       |
| 19. Januar | Francesco Cupani              | italienischer Arzt und Botaniker            | 52    |       |
| 19. Januar | Friedrich Gramm               | deutscher Theologe                          |       |       |
| 21. Januar | Johann Georg Gichtel          | Mystiker und Spiritualist                   | 71    |       |
| 28. Januar | Alexandre de Chaumont         | französischer Offizier und Gesandter        |       |       |

## Februar
| Tag         | Name                                 | Beruf, bekannt als                                                     | Alter | Beleg |
| ----------- | ------------------------------------ | ---------------------------------------------------------------------- | ----- | ----- |
| 5. Februar  | Hans Stefan Ludwig Albrecht von Piat | kurbrandenburgischer Generalmajor und Kommandant der Festung Lippstadt |       |       |
| 7. Februar  | Johann Sigismund Küffner             | deutscher Kaufmann und Ratsherr in Dresden                             | 68    |       |
| 8. Februar  | Sebastian Gercken                    | Lübecker Bürgermeister                                                 | 53    |       |
| 14. Februar | Georg Friedrich von Kriechbaum       | österreichischer Offizier                                              |       |       |
| 16. Februar | Esprit Fléchier                      | französischer Kanzelredner und Schriftsteller                          | 77    |       |
| 16. Februar | Christoph Herthum                    | Organist                                                               | 68    |       |
| 18. Februar | Robert Atkyns                        | englischer Jurist und Staatsmann                                       | 89    |       |
| 22. Februar | Charles Maurice Le Tellier           | Erzbischof von Reims                                                   | 67    |       |
| 26. Februar | Thomas de Choisy                     | Gouverneur von Saarlouis                                               |       |       |

## März
| Tag      | Name                                   | Beruf, bekannt als                                                                     | Alter | Beleg |
| -------- | -------------------------------------- | -------------------------------------------------------------------------------------- | ----- | ----- |
| 4. März  | Louis III. de Bourbon, prince de Condé | französischer Hochadliger und Militär; Erster Prinz von Geblüt; Gouverneur von Burgund | 41    |       |
| 7. März  | Johann Melchior Stenger                | deutscher Theologe                                                                     | 71    |       |
| 10. März | Hans Wandal                            | dänischer lutherischer Theologe und Orientalist                                        | 54    |       |
| 13. März | Friedrich Ulrich                       | holländischer Generalleutnant, Graf von Ostfriesland                                   | 42    |       |
| 15. März | Gottfried Hammerich                    | Abt des Klosters Oberzell                                                              |       |       |
| 20. März | Johann Joseph von Breuner              | Erzbischof von Prag, vorher Weihbischof in Olmütz                                      | 68    |       |
| 22. März | Sperello Sperelli                      | italienischer Kardinal                                                                 | 70    |       |
| März     | Peter Koster                           | deutscher Schreib- und Rechenmeister sowie Chronist                                    |       |       |
| März     | Johann Georg Reuschel                  | deutscher evangelischer Kantor, Schullehrer und Komponist                              | 73    |       |

## April
| Tag       | Name                         | Beruf, bekannt als | Alter | Beleg |
| --------- | ---------------------------- | --- | ----- | ----- |
| 7. April  | Thomas Ittig                 | deutscher lutherischer Theologe                                                                                                 | 66    |       |
| 13. April | Johann Peter von Quentell    | Weihbischof und Generalvikar in Münster                                                                                         | 59    |       |
| 15. April | Georg Paul Rötenbeck         | Philosoph und Professor der Politik                                                                                             | 62    |       |
| 20. April | Heinrich Escher              | Kaufmann, Diplomat und Bürgermeister von Zürich                                                                                 | 83    |       |
| 22. April | Gottfried Nikolaus Ittig     | deutscher Rechtswissenschaftler                                                                                                 | 64    |       |
| 24. April | Manuel de Oms y de Santa Pau | spanischer Diplomat und Vizekönig von Peru                                                                                      |       |       |
| 24. April | Gottfried Salzsieder         | deutscher Schauspieler |       |       |
| 25. April | Ferdinand von Degenfeld      | Krieger im Türkenkrieg, Statthalter der Pfalz                                                                                   | 80    |       |
| 27. April | Marcello Durazzo             | Nuntius, Kardinal und Bischof                                                                                                   | 77    |       |
| 28. April | Thomas Betterton             | englischer Schauspieler der Restaurations-Zeit                                                                                  |       |       |
| 30. April | Johann Peter Stein           | deutscher evangelisch-lutherischer Geistlicher, Hauptpastor der Lübecker Aegidienkirche und Senior des Geistlichen Ministeriums | 62    |       |

## Mai
| Tag     | Name                         | Beruf, bekannt als                                                             | Alter | Beleg |
| ------- | ---------------------------- | ------------------------------------------------------------------------------ | ----- | ----- |
| 4. Mai  | Georg Friedrich von Creytzen | preußischer Oberrat und Kanzler                                                | 71    |       |
| 10. Mai | Georg Dietrich Leyding       | deutscher Organist und Komponist                                               | 46    |       |
| 13. Mai | Heinrich                     | einziger Regent von Sachsen-Gotha-Römhild                                      | 59    |       |
| 14. Mai | Christian von Brockdorff     | königlich dänischer Oberst, Chef des Oldenburger National Infanterie-Regiments |       |       |
| 18. Mai | Axel Julius De la Gardie     | schwedischer Militär und Staatsmann                                            |       |       |
| 19. Mai | Caspar Heinrich Graun        | deutscher Theologe und Historiker                                              | 51    |       |
| 26. Mai | Cornelius de Hase            | deutscher Pädagoge, Theologe und Kirchenlied-Dichter                           | 56    |       |
| 26. Mai | Johann Philipp Palthen       | deutscher Historiker und Sprachforscher                                        | 37    |       |
| 30. Mai | Johann Sigismund von Schlund | kurbrandenburgisch-preußischer Oberst, dänischer und russischer Generalmajor   |       |       |

## Juni
| Tag      | Name                               | Beruf, bekannt als                                                                   | Alter | Beleg |
| -------- | ---------------------------------- | ------------------------------------------------------------------------------------ | ----- | ----- |
| 2. Juni  | Gerrit Claesz Pool                 | niederländischer Schiffbauer                                                         |       |       |
| 2. Juni  | Eberhard Friedrich von Venningen   | deutscher Adliger, Generalleutnant der Kurpfalz                                      |       |       |
| 6. Juni  | Louise de La Vallière              | Mätresse Ludwig XIV.                                                                 | 65    |       |
| 8. Juni  | Charles Thomas Maillard de Tournon | Kardinal der katholischen Kirche                                                     | 41    |       |
| 9. Juni  | Giovanni Battista Passerini        | italienischer Steinmetzmeister und Bildhauer des Barock, Richter in Kaisersteinbruch |       |       |
| 14. Juni | Johann Friedrich Alberti           | deutscher Organist und Komponist                                                     | 68    |       |
| 14. Juni | Raoul-Auger Feuillet               | französischer Ballettmeister                                                         |       |       |
| 18. Juni | Kawai Sora                         | japanischer Haiku-Dichter                                                            |       |       |
| 23. Juni | Franz Wolff                        | deutscher lutherischer Theologe                                                      | 65    |       |

## Juli
| Tag      | Name                         | Beruf, bekannt als                                                      | Alter | Beleg |
| -------- | ---------------------------- | ----------------------------------------------------------------------- | ----- | ----- |
| 1. Juli  | Johann Tramm                 | Hofzwerg                                                                | 20    |       |
| 2. Juli  | Pierre-Esprit Radisson       | französischer Entdecker, Waldläufer und Pelzhändler                     |       |       |
| 3. Juli  | Wolf von Lindenau            | kursächsischer Rittergutsbesitzer und Amtshauptmann                     | 76    |       |
| 4. Juli  | Johann Christian Bracke      | deutscher Müller- und Zimmermeister                                     |       |       |
| 8. Juli  | Jean Donneau de Visé         | französischer Schriftsteller und Publizist                              |       |       |
| 11. Juli | Jean-Baptiste-Michel Colbert | französischer Geistlicher                                               |       |       |
| 12. Juli | Domenico Guglielmini         | italienischer Mathematiker, Chemiker und Arzt                           | 54    |       |
| 12. Juli | Robert Treat                 | amerikanischer Kolonialgouverneur                                       | 88    |       |
| 15. Juli | Nikolaus Person              | französisch-deutscher Kupferstecher, Kartograph, Architekt und Verleger |       |       |
| 18. Juli | John Saffin                  | neuenglischer Kaufmann, Jurist und Gelegenheitsdichter                  | 83    |       |
| 23. Juli | Michael Hoppenhaupt          | dänischer Bildhauer                                                     |       |       |
| 23. Juli | Samuel Stryk                 | deutscher Jurist                                                        | 69    |       |
| 25. Juli | Gottfried Kirch              | Astronom                                                                | 70    |       |

## August
| Tag        | Name                                | Beruf, bekannt als                                | Alter | Beleg |
| ---------- | ----------------------------------- | ------------------------------------------------- | ----- | ----- |
| 5. August  | Daniel Eberhard                     | deutsch-baltischer Orientalist                    |       |       |
| 8. August  | Hermann Jakob Czernin von Chudenitz | böhmischer Adliger und österreichischer Diplomat  | 51    |       |
| 9. August  | Gabriel Schütz                      | deutscher Gambist, Zinkenist und Komponist        | 77    |       |
| 25. August | Anton Matthäus III.                 | niederländischer Rechtswissenschaftler            | 74    |       |
| 29. August | Hans Ehrenreich von Schöning        | Königlich preußischer Generalmajor der Kavallerie | 61    |       |
| 30. August | Josef Anton Serenio                 | österreichischer Bildhauer und Stuckateur         |       |       |

## September
| Tag           | Name                                          | Beruf, bekannt als                                     | Alter | Beleg |
| ------------- | --------------------------------------------- | ------------------------------------------------------ | ----- | ----- |
| 6. September  | Zacharias Steinel                             | evangelischer Geistlicher                              | 53    |       |
| 11. September | Tobias Johannes Becker                        | Bischof von Königgrätz                                 | 61    |       |
| 19. September | Johann Nikolaus Hert                          | deutscher Rechtswissenschaftler                        | 58    |       |
| 19. September | Ole Rømer                                     | dänischer Astronom                                     | 65    |       |
| 20. September | Margherita Caffi                              | italienische Malerin von Blumen- und Früchtestillleben |       |       |
| 21. September | Joseph Werner                                 | Schweizer Miniaturmaler, Radierer und Maler des Barock | 73    |       |
| 26. September | Vincenzo Grimani                              | italienischer Kardinal, Diplomat und Opernlibrettist   | 55    |       |
| 27. September | Gottfried Sand                                | deutscher Mediziner                                    | 63    |       |
| 29. September | Charlotte Felicitas von Braunschweig-Lüneburg | deutsche Adelige                                       | 39    |       |

## Oktober
| Tag         | Name                                 | Beruf, bekannt als                                                     | Alter | Beleg |
| ----------- | ------------------------------------ | ---------------------------------------------------------------------- | ----- | ----- |
| 4. Oktober  | Iver Hvitfeldt                       | norwegisch-dänischer Admiral                                           | 44    |       |
| 8. Oktober  | Georg Benedikt von Ogilvy            | königlich-polnischer und kurfürstlich-sächsischer Generalfeldmarschall | 59    |       |
| 30. Oktober | Albert Hausner                       | Abt des Klosters Waldsassen                                            | 63    |       |
| Oktober     | William Ramsay, 5. Earl of Dalhousie | schottischer Adeliger, Soldat und Politiker                            |       |       |

## November
| Tag          | Name                                  | Beruf, bekannt als                                             | Alter | Beleg |
| ------------ | ------------------------------------- | -------------------------------------------------------------- | ----- | ----- |
| 1. November  | Michael Kongehl                       | deutscher lyrischer Dichter und Dramatiker der Barockzeit      | 64    |       |
| 7. November  | Ezechiel Spanheim                     | deutscher Staatsmann und Rechtsgelehrter                       | 80    |       |
| 9. November  | Ernst zu Stolberg                     | Reichsgraf zu Stolberg und deutscher Politiker                 | 60    |       |
| 10. November | Karl Theodor Otto zu Salm             | Fürst zu Salm, kaiserlicher Feldmarschall und Obersthofmeister | 65    |       |
| 10. November | Hieronymus Sillem                     | Ratsherr in Hamburg                                            | 62    |       |
| 15. November | Veit Heinrich Truchseß von Wetzhausen | k.k. General der Kavallerie                                    | 66    |       |
| 22. November | Bernardo Pasquini                     | italienischer Komponist des Barock                             | 72    |       |

## Dezember
| Tag          | Name                       | Beruf, bekannt als                               | Alter | Beleg |
| ------------ | -------------------------- | ------------------------------------------------ | ----- | ----- |
| 2. Dezember  | Christian Kelch            | deutsch-baltischer Pfarrer und Chronist          | 52    |       |
| 4. Dezember  | Jodocus Hackmann           | deutscher Jurist                                 | 68    |       |
| 5. Dezember  | Werner von Rosenfeldt      | schwedischer Admiral                             | 71    |       |
| 13. Dezember | Friedrich Moritz           | Graf von Tecklenburg und Limburg, Herr von Rheda | 57    |       |
| 15. Dezember | Albert Anton               | Graf von Schwarzburg-Rudolstadt                  | 69    |       |
| 15. Dezember | Richard Steevens           | englisch-irischer Arzt und Wohltäter             |       |       |
| 16. Dezember | Wolfgang Heinrich Adelungk | deutscher Pädagoge und Schriftsteller            | 60    |       |
| 17. Dezember | François Verjus            | französischer Bischof                            |       |       |
| 18. Dezember | Petrus Codde               | niederländischer Bischof                         | 62    |       |
| 23. Dezember | Johann Georg Döhler        | deutscher Jurist                                 | 68    |       |
| 31. Dezember | Johann Daniel Arcularius   | deutscher Logiker und lutherischer Theologe      | 60    |       |

## Datum unbekannt
| Tag | Name                           | Beruf, bekannt als                                                                | Alter | Beleg |
| --- | ------------------------------ | --------------------------------------------------------------------------------- | ----- | ----- |
|     | Michel Bégon                   | französischer Marineoffizier                                                      |       |       |
|     | Heinrich Charrasky             | ungarisch-deutscher Bildhauer                                                     |       |       |
|     | Giovanni Antonio Fumiani       | italienischer Maler                                                               |       |       |
|     | Ferdinand Ignaz Hinterleithner | österreichischer Komponist und Lautenist des Barock                               |       |       |
|     | René-Antoine Houasse           | französischer Maler                                                               |       |       |
|     | Jean-Armand de Joyeuse         | Marschall von Frankreich                                                          |       |       |
|     | Georg Johann Maydell           | schwedischer Freiherr und General schwedischen Infanterie                         |       |       |
|     | Marcus Meibom                  | dänischer Altphilologe, Musiktheoretiker, Mathematiker, Antiquar und Bibliothekar |       |       |
|     | Gustav Molanus                 | deutscher lutherischer Theologe, Generalsuperintendent                            |       |       |
|     | Semen Palij                    | kosakischer Feldherr                                                              |       |       |
|     | Lukas Rotgans                  | niederländischer Schriftsteller                                                   |       |       |
|     | Wassili Polikarpowitsch Titow  | russischer Komponist                                                              |       |       |